# Yttretjärnen (Töre socken, Norrbotten)
Yttretjärnen är en sjö i Kalix kommun i Norrbotten och ingår i Töreälvens huvudavrinningsområde. Sjön har en area på 0,0593 kvadratkilometer och ligger 144,1 meter över havet.

## Delavrinningsområde
Yttretjärnen ingår i det delavrinningsområde (734360-180626) som SMHI kallar för Ovan Kvarnbäcken. Medelhöjden är 97 meter över havet och ytan är 31,76 kvadratkilometer. Räknas de 15 avrinningsområdena uppströms in blir den ackumulerade arean 331,77 kvadratkilometer. Avrinningsområdets utflöde Töreälven (Tallån) mynnar i havet. Avrinningsområdet består mestadels av skog (84 procent). Avrinningsområdet har 0,12 kvadratkilometer vattenytor vilket ger det en sjöprocent på 0,4 procent.